# Belizes distrikt

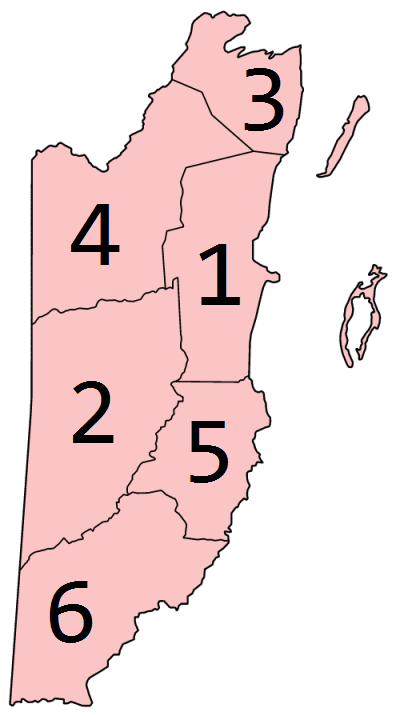
Belizes distrikt:
1. Belize
2. Cayo
3. Corazol
4. Orange Walk
5. Stann Creek
6. Toledo

Belizes distrikt Belize är indelat i 6 administrativa distrikt vilka i sin tur är indelade i 31 administrativa enheter kallade constituencies.
| Distrikt    | Huvudort         | Areal (km²) | Invånarantal 2009 |
| ----------- | ---------------- | ----------- | ----------------- |
| Belize      | Belize City      | 4 204       | 100               |
| Cayo        | San Ignacio      | 5 338       | 80 800            |
| Corozal     | Corozal Town     | 1 860       | 37 300            |
| Orange Walk | Orange Walk Town | 4 737       | 49 500            |
| Stann Creek | Dangriga         | 2 176       | 34 500            |
| Toledo      | Punta Gorda      | 4 649       | 31 000            |
| Totalt      | Belmopan         | 22 964      | 333 200           |